# 渡瀨悠宇
渡瀨悠宇（日语：／ Watase Yuu，1970年3月5日—），日本漫畫家。代表作有《夢幻遊戲》、《夢幻天女》、《絕對達令》。X性别。出身於大阪府岸和田市。B型血。

## 簡歷
堺女子高等學校（現為香丘Liberté高等學校）畢業。大阪綜合設計專門學校畢業後，1988年，獲得第23屆小學館新人漫畫獎少女、女性部門。 隔年，她以《睡衣入夢大法（パジャマでおじゃま）》首次亮相，並在小學館的《少女漫畫》上發表。此後，其作品主要在《少女漫畫》發表。
2006年以降，其作品在小學館的青年雜誌《Big Comic Spirits》和少年雜誌《週刊少年Sunday》上發表，擴大了她的活動領域。

### 年譜
- 1988年：獲得第23屆小學館新人漫畫大獎少女、女性部門。
- 1989年：於《少女漫畫》上發表的《睡衣入夢大法》出道。
- 1992年：《夢幻遊戲》在《少女漫畫》開始連載。
- 2003年：與《夢幻遊戲》同系列但時代設定不同的《夢幻遊戲 玄武開傳》在《少女漫畫增刊》開始連載。
- 2005年：由於重度憂鬱症[3]，在醫生的囑咐下完全休業。
- 2006年：夏天，渡瀨悠官網公認網站宣布她即將回歸，並在9月回歸。
- 2007年：《櫻狩》在月刊flowers增刊《凛花》開始連載。
- 2008年：自2004年起出版4年的特刊《渡瀨悠宇完美世界 夢幻遊戲》休刊。《夢幻遊戲 玄武開傳》實際上將休載。10月，《革神語 ～天啟劍神～》在《週刊少年Sunday》開始連載。
- 2010年：《夢幻遊戲 玄武開傳》在月刊flowers增刊《凛花》重新開始連載。
- 2017年：與《夢幻遊戲》和《夢幻遊戲 玄武開傳》同系列，但時代背景不同的《夢幻遊戲 白虎仙記》在《月刊flowers》開始連載。

## 人物
渡瀨悠宇從5歲開始畫漫畫，17歲時立志成為職業漫畫家。她從小學到高中都被霸凌到試圖自殺的程度，這段經歷被運用到了《革神語 ～天啟劍神～》主角日之原革被霸凌的場景上。後來她透過信仰宗教而康復。身為創價學會的會員，她經常為該組織的報紙提供插圖，並在《夢幻天女》的最後一冊手寫評論說，將這部作品獻給她尊敬的名譽會長池田大作。

## 其他
- 官方網站「渡瀨悠官方網站」的域名（y-watase.com）自2018年（平成30年）左右以來一直以與渡瀨悠無關的內容（人）進行運作。

## 受獎
- 夢幻天女：第43屆（平成9年）小學館漫畫獎少女部門受獎

## 作品列表
- 思春期未滿（1991年，《少女漫畫》） 單行本全3冊
  - 續·思春期未滿（1992年—1994年，《少女漫畫增刊》） 單行本全3冊
  - 思春期未滿 完結篇（1998年，《少女漫畫》別冊附錄） 單行本全1冊
- 夢幻遊戲（1992年—1996年，《少女漫畫》） 單行本全18冊。後來被製作成電視動畫、OVA、原著小說（西崎惠著）。
- 夢幻占卜戀（日语：エポトランス!舞）（1994年—1995年，《少女漫畫增刊》） 單行本全2冊
- 夢幻天女（1996年—2000年，《少女漫畫》） 單行本全14冊。並被與《夢幻遊戲》相同的工作人員製作成電視動畫。
- 天晴元氣娘（日语：天晴じぱんぐ!）（1997年—2003年，《少女漫畫增刊》） 單行本全3冊
- 蒲公英之戀（日语：イマドキ!）（2000年—2001年，《少女漫畫》） 單行本全5冊
- 魔法愛麗絲（2001年—2003年，《少女漫畫》） 單行本全7冊
- 絕對達令（2003年—2004年，《少女漫畫》） 單行本全6冊。儘管設定有所不同，仍被拍成電視劇，由速水直道主演。
- 夢幻遊戲 玄武開傳（2003年—2013年，《增刊flowers》等） 單行本全12冊
- 漫畫遊戲（約2001年—約2005年，在《少女漫畫》雜誌上發表《渡瀨優宇的漫畫學院Yanke》的漫畫版） 單行本全1冊
- 櫻狩（2007年—2010年，月刊flowers增刊《凛花》） 單行本全3冊
- （短篇，2006年，《Big Comic Spirits》） 單行本未收錄
- （短篇，2008年，《週刊少年Sunday》） 單行本未收錄
- 革神語 ～天啟劍神～（2008年—2023年，《週刊少年Sunday》） 單行本全24冊、重製版全18冊。這是渡瀨第三次改編為電視動畫的作品。
- 夢幻遊戲 白虎仙記（2017年—連載中，《月刊flowers》） 單行本已出版4冊（截至2025年4月）
- 渡瀬悠宇傑作集
  - —短篇集
  - —短篇集
  - —短篇集
  - —短篇集
  - 薄荷糖之吻—短篇集
  - 渡瀨悠宇最愛精選The Best Selection（日语：The Best Selection (フラワーコミックス)#渡瀬悠宇 The Best Selection）—短篇集
- 悠宇與PIA Collection
  - （1995年—1996年，《少女漫畫增刊》）
  - 紅娘百分百—短篇集

## 畫冊等
- 《渡瀨悠宇畫集 夢幻遊戲》（小學館，1995年5月20日初版第1刷發行） ISBN 4-09-199701-5
- 《渡瀨悠宇畫集 PART2 夢幻遊戲 ANIMATION WORLD》（小學館，1996年2月20日初版第1刷發行） ISBN 4-09-199702-3
- 《渡瀨悠宇「夢幻天女」插畫集 紡歌 ～愛上天堂裡的人～》（小學館，2000年4月20日初版第1刷發行） ISBN 4-09-199703-1
- 《渡瀨悠宇明信片書》（小學館，2001年1月10日初版第1刷發行） ISBN 4-09-179156-5
- 《渡瀨悠宇明信片書2》（小學館，2001年12月20日初版第1刷發行） ISBN 4-09-179159-X

## 演出

### 錄影帶
- Part3（Shinano企劃（日语：シナノ企画））

## 外部連結
- 渡瀬悠宇 OFFICIAL BLOG （页面存档备份，存于） （日語）—渡瀨悠宇的官方個人部落格。
- 漫畫家Back Stage 渡瀨悠宇 （页面存档备份，存于） （日語）
- 渡瀨悠宇的X（前Twitter） （日語）